# Realms of Odoric
Realms of Odoric è il dodicesimo album in studio della band Melodic death metal tedesca Suidakra.

## Tracce
1. Into the Realm – 1:15
2. The Serpent Within – 4:09
3. The Hunter's Horde – 4:27
4. Creeping Blood – 2:03
5. Undaunted – 4:00
6. Lion of Darcania – 5:12
7. Pictish Pride – 4:01
8. On Roads to Ruin – 3:43
9. Dark Revelations – 4:10
10. Braving the End – 3:38
11. One Against the Tide – 3:54
12. Cimbric Requiem – 4:09
13. Remembrance – 2:39

## Formazione
- Arkadius Antonik – chitarre, voce, arrangiamenti
- Marius "Jussi" Pesch - chitarre
- Tim Siebrecht - basso
- Lars Wehner – batteria